# رالف باير

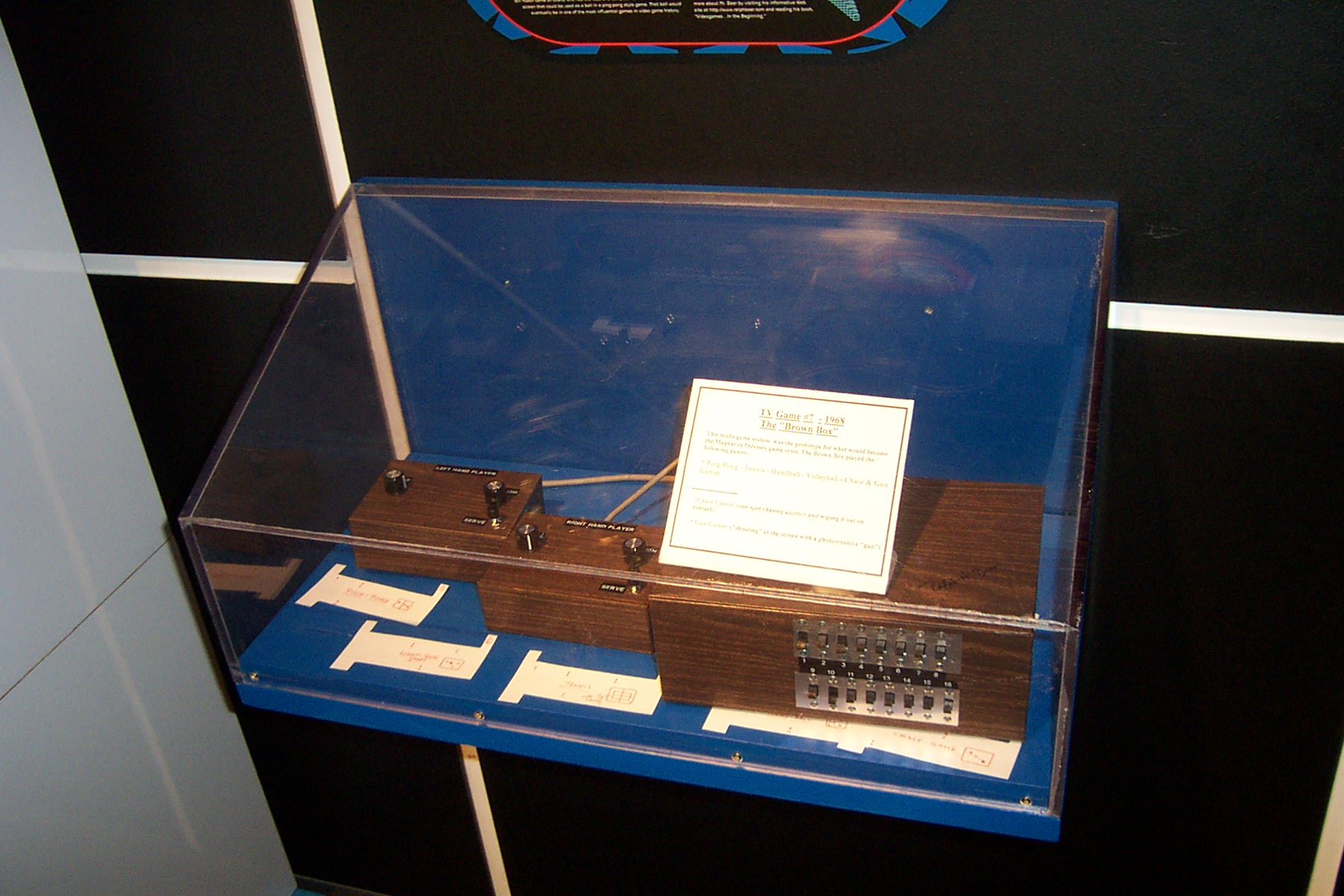
نموذج نظام ألعاب الفيديو "براون بوكس" الذي طوره باير

رالف باير (بالإنجليزية: Ralph H. Baer)‏ (مواليد 8 مارس 1922 - الوفاة 6 ديسمبر 2014) كان مهندس، مخترع ومطور ألعاب فيديو أمريكي من أصل ألماني. كان معروفا باسم «أبو ألعاب الفيديو» نظرا للعديد من المساهمات التي قدمها للألعاب ولصناعة ألعاب الفيديو في النصف الأخير من القرن العشرين.
ولد في ألمانيا، هرب هو وعائلته إلى الولايات المتحدة قبل اندلاع الحرب العالمية الثانية، حيث غير اسمه الأصلي «رودولف هاينريش باير» في وقت لاحق. عمل في مجال الالكترونيات، في الستينات جاء بفكرة لعب الألعاب على شاشات التلفاز.

## جوائز
فاز بعدة جوائز مثل جائزة وسام إديسون وجائزة «الرائد» في مؤتمر مطوري الألعاب.

## وصلات خارجية
- الموقع الإلكتروني